# The Crew-Cuts
The Crew-Cuts foi um quarteto vocal canadense, que ficou popular principalmente nos Estados Unidos. Eles nomearam-se após o popular de corte de cabelo, uma das primeiras conexões feitas entre música pop e penteado. Ficaram mais conhecidos pela canção de sucesso do The Chords, "Sh-Boom".
Além do hit "Sh-Boom", algumas outras canções do grupo atingiram o topo das paradas, como "Crazy 'Bout Ya Baby", "Earth Angel" e "Ko Ko Mo (I Love You So)". Eles ficaram conhecidos por fazerem covers de canções de outros grupos, em especial de cantores negros, popularizando-as entre um público branco.
Rudi Maugeri, barítono do grupo, morreu em 7 de maio de 2004 aos 73 anos, vítima de câncer.
Em 25 de junho de 2019, a New York Times Magazine listou os Crew-Cuts entre as centenas de artistas cujo material teria sido destruído no incêndio na Universal Studios de 2008.